# Dolenz Károly
Dolenz Károly (Karl Dollenz) (Graz, 1703. október 14. – Buda, 1751. október 12.) jezsuita rendi tanár.

## Élete
17 éves korában lépett a rendbe. Bécsben tanította a költészetet és ékesszólást; azután ugyanott és Grazban végezte a bölcseletet. Tanította ugyanott az egyházjogot, 1746–1747-ben Nagyszombatban a szentírást és 1748–1749-ben Kassán a dogmatikát magyarázta. 1750-ben Budán a felsőbb iskolák igazgatója s a Marianusok kongregációjának főnöke volt.

## Munkái
- Hispaniae veteris geographia, carmine didactico exposita. Viennae, 1737
- Exercitationes rhetoricae a Viennensi rhetorica in theatro exhibita. Uo. 1738
- De immortalitate animorum dialogi autore Jo. Dominico Puligna S. J. latine redditi, Uo. 1740
- Scriptores universitatis Viennensis ordine chronologico propositi. Pars prior a 1465 ad 1641. Uo. 1741
- Dialogi physici de plantis ex opere gallico P. Nat. Regnault excerpti et in latinum traducti. Graecii, 1743
- Dialogi physici, de structura corporis humani ex opere gallico Natalis Regnault S. J. excerpti et in latinum traducti. Uo. 1744 (és Bécsben, 1749)